# Episodi di Hamburg Distretto 21 (prima stagione)
La prima stagione della serie televisiva Hamburg Distretto 21 è andata in onda in Germania dal 4 gennaio al 21 giugno 2007 sul canale ZDF. In Italia è stata trasmessa dall'8 settembre 2008 dal canale Steel. 
Protagonisti sono le coppie di ispettori formate da Nils Meermann (Thomas Scharff) e Melanie Hansen (Sanna Englund) e da Bernd "Boje" Thomforde (Frank Vockroth) e Franzi Jung (Rhea Harder). 
| nº | Titolo originale             | Titolo italiano             | Prima TV Germania | Prima TV Italia  |
| -- | ---------------------------- | --------------------------- | ----------------- | ---------------- |
| 1  | Zeugnistag                   | Una brutta pagella          | 4 gennaio 2007    | 8 settembre 2008 |
| 2  | Spiel des Lebens             | La posta in gioco           | 11 gennaio 2007   |                  |
| 3  | Das schwarze Kleid           | Il vestito strappato        | 25 gennaio 2007   |                  |
| 4  | Grauzonen                    | Codice rosso                | 8 febbraio 2007   |                  |
| 5  | Fremde Tochter               | La figlia scomparsa         | 15 febbraio 2007  |                  |
| 6  | Große Fische - kleine Fische | Pesce grosso pesce piccolo  | 22 febbraio 2007  |                  |
| 7  | Alles hat seine Zeit         | Ogni cosa a suo tempo       | 1º marzo 2007     |                  |
| 8  | Fahrerflucht                 | Pirata della strada         | 8 marzo 2007      |                  |
| 9  | Jackpot                      | Jackpot                     | 15 marzo 2007     |                  |
| 10 | Herbststurm                  | Pioggia d'autunno           | 22 marzo 2007     |                  |
| 11 | Väter und Söhne              | Padri e figli               | 29 marzo 2007     |                  |
| 12 | Boje unter Verdacht          | Il giustiziere della notte  | 5 aprile 2007     |                  |
| 13 | Das brennende Brautkleid     | Poliziotto per caso         | 12 aprile 2007    |                  |
| 14 | Das kalte Herz               | Campione a tutti i costi    | 19 aprile 2007    |                  |
| 15 | Die Entführung               | In ostaggio                 | 26 aprile 2007    |                  |
| 16 | Mit List und Tücke           | Gioco d'astuzia             | 3 maggio 2007     |                  |
| 17 | Liebeswahn                   | Vicini di casa              | 10 maggio 2007    |                  |
| 18 | Lug und Trug                 | La migliore amica           | 17 maggio 2007    |                  |
| 19 | Seitensprung                 | L'altra faccia della verità | 31 maggio 2007    |                  |
| 20 | Erschütterungen              | Lo scippo                   | 6 giugno 2007     |                  |
| 21 | Der lange Weg zurück         | Senza freni                 | 14 giugno 2007    |                  |
| 22 | Karlotta                     | La bambina scomparsa        | 21 giugno 2007    |                  |

## Una brutta pagella
- Titolo originale: Zeugnistag
- Diretto da: Jörg Schneider
- Scritto da: Axel Hildebrand, Astrid Ströher e Luci Van Org

### Trama
Louis Spremberg, un bambino di prima media, ricevuta una brutta pagella, decide di darle fuoco per paura della reazione dei genitori. Niels e Melanie, durante il loro turno di pattuglia, lo riaccompagnano a casa e hanno modo di conoscere i signori Spremberg. Il padre sembra un tipo molto severo. I due poliziotti, preoccupati dalla situazione, tornano con una scusa a casa di Louis, dove scopriranno che la madre è caduta per le scale. Nel frattempo Boje, con la nuova leva Franzi, insegue, senza successo, un ladro di auto. Poco dopo Hans Juergen si presenta alla stazione di polizia per costituirsi, addossandosi la colpa del furto per coprire il fratello già pieno di precedenti penali.
- Guest star: Hendrik Duryn (Georg Spremberg)
- Altri interpreti: Jule Ronstedt (Birgit Spremberg), Fabian Meier (Louis Spremberg), Knud Riepen (Hans Jürgens), Martin Reese (Boris Jürgens)

## La posta in gioco
- Titolo originale: Spiel des Lebens
- Diretto da: Gero Weinreuter
- Scritto da: Astrid Ströher

### Trama
Nils, Melanie, Boje e Franzi si lanciano all'inseguimento di un'auto rubata con a bordo un bambino. Nils salva il bambino mentre Franzi cerca di bloccare il ladro, ma rischia di venire uccisa. Ciò le costerà, a parte lo choc, un duro rimprovero di Berger e un'intima sensazione di inadeguatezza. Attraverso ripetuti interrogatori, Nils e Melanie scoprono da Baumeister, il ladro dell'auto, che il rapimento del bambino era un avvertimento per il padre che, giocatore compulsivo, non pagava da tempo le rate a un'usuraia, Susanne Hagen. L'arresto della donna sarà effettuato proprio da Franzi, che conquista la stima dei colleghi e la fiducia in se stessa.
- Guest star: Jan-Gregor Kremp (Jan Greve)
- Altri interpreti: Birge Schade (Katja Greve), Katy Karrenbauer (Susanne Hagen), Adrian Topol (Dennis Baumeister), Lisa Fitz (Veronika Waldmeyer)

## Il vestito strappato
- Titolo originale: Das schwarze Kleid
- Diretto da:
- Scritto da:

### Trama
Anna e Nils decidono che è giunto il momento di andare a vivere insieme. Il piccolo Ole, il figlio di Anna, ne resta talmente turbato da decidere di scappare di casa... Nel frattempo, si svolgono le indagini da parte di Boje e Franzi su una denuncia di violenza carnale.